# Au commencement était…
Au commencement était… - Une nouvelle histoire de l'humanité est un livre de l'anthropologue David Graeber et de l'archéologue David Wengrow publié en 2021 aux États-Unis et paru la même année en France aux éditions Les Liens qui libèrent.
En mettant l'accent sur la diversité des premières sociétés humaines, les auteurs critiquent les récits classiques sur le développement linéaire de l'histoire, du primitivisme à la civilisation. Au commencement était postule au contraire que les humains ont vécu pendant des millénaires au sein de polités vastes et complexes, mais décentralisées. Les auteurs s'appuient sur des preuves archéologiques pour montrer que les premières sociétés étaient diverses et ont développé une grande variété de structures politiques.
Graeber et Wengrow terminent le livre vers août 2020, soit juste avant le décès de Graeber le 2 septembre 2020. Son édition française compte 752 pages, avec une bibliographie de 67 pages.

## Résumé
Au début de l'ouvrage, ses auteurs suggèrent que les opinions populaires actuelles sur les progrès de la civilisation occidentale, telles que présentées par Francis Fukuyama, Jared Diamond, Steven Pinker et Yuval Noah Harari, ne sont pas étayées par des preuves anthropologiques ou archéologiques, mais doivent davantage à des dogmes philosophiques hérités sans réfléchir du siècle des Lumières. Les auteurs écartent au fil des chapitres de nombreuses fausses évidences. Ils réfutent la vision hobbesienne et rousseauienne sur l'origine du contrat social, affirmant qu'il n'existe pas de forme originale unique de société humaine. De plus, ils soutiennent que la transition de la cueillette à l'agriculture n'était pas un piège de la civilisation qui a jeté les bases de l'inégalité sociale, et qu'au cours de l'histoire, les sociétés à grande échelle se sont souvent développées en l'absence d'élites dirigeantes et systèmes de gestion descendants.
Rejetant les « origines de l'inégalité » comme cadre de compréhension de l'histoire humaine, les auteurs examinent l'origine de cette question et trouvent les réponses dans une série de rencontres entre les colons européens et les populations autochtones d'Amérique du Nord. Ils soutiennent que ces dernières ont fourni un contre-modèle puissant à la civilisation européenne et une critique soutenue de sa hiérarchie, de son patriarcat, de sa loi punitive et de son comportement motivé par le profit, qui est entré dans la pensée européenne au XVIIIe siècle à travers les récits de voyageurs et les relations missionnaires, pour être largement imité par les penseurs des Lumières. Ils illustrent ce processus à travers l'exemple historique du chef Wendat Kondiaronk, et sa représentation dans les best-sellers du baron de Lahontan, qui avait passé dix ans dans les colonies de la Nouvelle-France. Les auteurs soutiennent en outre que le récit standard de l'évolution sociale, y compris le cadrage de l'histoire en tant que modes de production et une progression du chasseur-cueilleur à l'agriculteur à la civilisation commerciale, est né en partie comme un moyen de faire taire cette critique autochtone et de redéfinir les libertés humaines comme caractéristiques naïves ou primitives du développement social.
Les chapitres suivants développent ces affirmations initiales avec des preuves archéologiques et anthropologiques. Les auteurs décrivent des communautés anciennes et modernes qui ont consciemment abandonné la vie agricole, employé des régimes politiques saisonniers (basculant entre les systèmes autoritaires et communaux) et construit des infrastructures urbaines avec des programmes sociaux égalitaires. Les auteurs présentent ensuite de nombreuses preuves de la diversité et de la complexité de la vie politique dans les sociétés non agricoles de différents continents, du Japon aux Amériques, y compris des cas d'architecture monumentale, d'esclavage et de rejet conscient de l'esclavage à travers un processus de transformation culturelle : la schismogenèse. Ils examinent ensuite les preuves archéologiques des processus qui ont finalement conduit à l'adoption et à la propagation de l'agriculture, concluant qu'il n'y a pas eu de révolution agricole, mais un processus de changement graduel, s'étendant sur des milliers d'années à travers chaque continent du monde et aboutissant parfois à un effondrement démographique (par exemple dans l'Europe préhistorique). Ils concluent que la flexibilité écologique et la biodiversité durable ont été essentielles à la réussite de l'établissement et à la diffusion de l'agriculture précoce.
Les auteurs explorent ensuite la question de l'échelle dans l'histoire humaine, avec des études de cas archéologiques de la Chine ancienne, de la Méso-Amérique, de l'Europe (Ukraine), du Moyen-Orient, de l'Asie du Sud et de l'Afrique (Égypte). Ils concluent que contrairement aux récits habituels, la concentration des personnes dans les établissements urbains n'a pas conduit mécaniquement à la perte des libertés sociales ou à la montée des élites dirigeantes. Tout en reconnaissant que dans certains cas, la stratification sociale était une caractéristique déterminante de la vie urbaine depuis le début, ils documentent également des cas de villes anciennes qui présentent peu ou pas de preuves de hiérarchies sociales, dépourvues d'éléments tels que des temples, des palais, des installations de stockage centrales ou administration écrite, ainsi que des exemples de villes comme Teotihuacan, qui ont commencé comme des établissements hiérarchiques, mais ont inversé le cours pour suivre des trajectoires plus égalitaires, offrant des logements de haute qualité à la majorité des citoyens. Ils discutent également assez longuement du cas de Tlaxcala comme exemple de démocratie urbaine autochtone dans les Amériques, avant l'arrivée des Européens, et de l'existence d'institutions démocratiques telles que les conseils municipaux et les assemblées dans l'ancienne Mésopotamie.
En synthétisant ces découvertes, les auteurs passent à la découverte des facteurs sous-jacents du système politique rigide, hiérarchique et hautement bureaucratisé de la civilisation contemporaine. Rejetant la catégorie de « l'État » en tant que réalité transhistorique, ils définissent plutôt trois sources fondamentales de domination dans les sociétés humaines : le contrôle de la violence (souveraineté), le contrôle de l'information (bureaucratie) et la concurrence charismatique (politique). Ils explorent l'utilité de cette nouvelle approche en comparant des exemples de premières sociétés centralisées qui échappent à la définition d'États, telles que les Olmèques et les Chavín de Huántar, ainsi que les Incas, la Chine en la dynastie Shang, la civilisation maya et l'Égypte ancienne. À partir de là, ils soutiennent que ces civilisations n'étaient pas des précurseurs directs de nos États modernes, mais fonctionnaient selon des principes très différents. Les origines des États modernes, concluent-ils, sont plus superficielles que profondes et doivent davantage à la violence coloniale qu'à l'évolution sociale. De retour en Amérique du Nord, les auteurs ramènent ensuite l'histoire de la critique autochtone et bouclent la boucle de Kondiaronk, montrant comment les valeurs de liberté et de démocratie rencontrées par les Européens chez les Wendat et les peuples voisins avaient des racines historiques dans le rejet d'un ancien système de hiérarchie, notamment sur le centre urbain de Cahokia sur le Mississippi.
Sur la base de leurs discussions accumulées, les auteurs concluent en proposant un recadrage des questions centrales de l'histoire humaine. Au lieu des origines de l'inégalité, ils suggèrent que notre dilemme central est la question de savoir comment les sociétés modernes ont perdu les qualités de flexibilité et de créativité politique autrefois plus courantes. Ils demandent comment nous nous sommes apparemment "bloqués" sur une seule trajectoire de développement, et comment la violence et la domination se sont normalisées au sein de ce système prépondérant. Sans offrir de réponses définitives, les auteurs terminent le livre en suggérant des pistes d'investigation plus approfondies. Ceux-ci se concentrent sur la perte de trois formes fondamentales de liberté sociale, qui, selon eux, étaient autrefois courantes : la liberté d'échapper à son environnement et de s'éloigner, la liberté de désobéir à l'autorité arbitraire et la liberté de réimaginer et de reconstruire sa société sous une forme différente. Ils soulignent la perte d'autonomie des femmes et l'insertion des principes de violence dans les notions fondamentales de protection sociale au niveau des relations domestiques et familiales, comme facteurs cruciaux dans l'établissement de systèmes politiques plus rigides. Le livre se termine en suggérant que les récits reçus du développement social sont en grande partie des mythes et que les possibilités d'émancipation sociale peuvent être trouvées dans une compréhension plus précise de l'histoire humaine, basée sur des preuves scientifiques qui n'ont été révélées qu'au cours des dernières décennies.

## Réception

### Dans le monde anglo-saxon
Le livre est no 2 dans la liste des best-sellers du New York Times pour la semaine du 28 novembre 2022. Il est « Livre de l'année » pour le Sunday Times, pour The Observer et BBC History.
Le livre est sélectionné pour le Orwell Prix de l'essai politique. L'historien David Edgerton, qui préside le jury, en fait l'éloge, affirmant qu'il « est véritablement une nouvelle histoire de l'humanité » et une « célébration de la liberté et des possibilités humaines, basée sur un réexamen de la préhistoire, ouvrant le passé pour rendre possibles de nouveaux futurs ».
Dans The Hindu, G. Sampath relève que deux fils traversent le livre : « la consolidation d'un corpus de preuves archéologiques, et une histoire des idées ». Inspiré par « la redécouverte d'un passé inconnu », demande-t-il, « l'humanité peut-elle imaginer un futur plus digne d'elle-même ? ». Gideon Lewis-Kraus écrit dans The New Yorker que le livre « aspire à élargir notre imagination politique en revitalisant les possibilités d'un passé lointain ». Dans The Atlantic, William Deresiewicz décrit le livre comme « brillant » et « inspirant », déclarant qu'il « renverse les hypothèses fondamentales d'environ 30 000 années de changement ».
CJ Sheu déclare que le livre est « tout simplement un chef-d'œuvre » tandis que Peter Isackson dans Fair Observer décrit le livre comme « rien de moins qu'une invitation convaincante à recadrer et repenser radicalement notre compréhension commune de l'histoire et de la préhistoire de l'humanité ». Dans Resilience, Eliza Delay dit que le livre est « une révélation » et une « révision radicale de la façon dont nous nous voyons ».
La réception du livre dans la gauche politique a été polarisée. Plusieurs critiques ont suggéré que le livre a été écrit d'un point de vue anarchiste,. Sébastien Doubinsky qualifié le livre de « travail important, à la fois comme résumé des découvertes récentes dans les domaines de l'archéologie et de l'anthropologie et comme une révélation sur les structures des récits dominants ». Dans Cosmonaut Magazine, Nicolas Villarreal décrit le livre comme « une série d'interventions brillantes » tout en reprochant aux auteurs de ne pas considérer l'idéologie et la politique comme « la source de notre profonde privation de liberté ».
L'activiste socialiste et anthropologue Chris Knight déclare que le « message principal » du livre est le rejet du communisme primitif d'Engels, et qualifie Au commencement était d'« incohérent et erroné » parce qu'il commence « beaucoup trop tard » et « contourne systématiquement la floraison culturelle qui a commencé en Afrique des dizaines de milliers d'années avant l'arrivée de l'Homo sapiens en Europe ». Dans un autre long article, Knight souligne cependant qu'« un point important » du livre est « son plaidoyer pour l'alternative [politique] ».
Les critiques de l'Ecologist estiment que les auteurs « ne parviennent pas à s'engager dans l'énorme corpus de nouvelles études sur l'évolution humaine », tout en qualifiant le livre de « vent de fraîcheur ». Critique pour The Rumpus, Beau Lee Gambold qualifie le livre de « à la fois dense, drôle, approfondi, joyeux, résolument intelligent et lisible à l'infini ».

### En France
L'ouvrage est également bien accueilli en France, avec des critiques positives dans Le Monde, Philosophie Magazine, La Croix.

### En Allemagne
La traduction allemande est entrée dans la liste des best-sellers de Der Spiegel au no 1.

### Au sein de la communauté scientifique
L'anthropologue Giulio Ongaro, déclare dans Jacobin et Tribune que « Graeber et Wengrow font à l'histoire humaine ce que Galilée et Darwin ont fait respectivement à l'astronomie et à la biologie »,.
Pour Michael Robbins dans Bookforum, le livre est à la fois « exaspérant » et « merveilleux ». L'historienne des sciences Emily Kern, dans la Boston Review, qualifié le livre d'« érudit » et de « drôle », suggérant qu'« une fois que vous commencez à penser comme Graeber et Wengrow, il est difficile de s'arrêter ». Andrew Anthony dans The Observer écrit que les auteurs remplacent de manière convaincante « l'idée de l'humanité forcée à traverser des étapes évolutives par une image de la préhistoire communautés prenant leurs propres décisions conscientes sur la façon de vivre ».
L'historien David Priestland soutient dans The Guardian que Pierre Kropotkine avait dressé avec plus de force le type de questions qu'un dossier en faveur d'un anarchisme moderne devrait présenter s'il veut convaincre son public[pas clair], mais il a loué la démystification historique des auteurs qu'il a trouvée exaltante.
Le philosophe Kwame Anthony Appiah argumente dans The New York Review of Books qu'il y a une « discordance entre ce que dit le livre et ce que disent ses sources », tout en déclarant que le livre est « une lecture étrangement captivante ». NYRB a ensuite publié un échange prolongé entre Wengrow et Appiah sous le titre « Les racines de l'inégalité », dans lequel Wengrow développe l'utilisation des sources archéologiques par le livre, tandis qu'Appiah conclut que « l'argument de Graeber et Wengrow contre le déterminisme historique — contre la notion séduisante que ce qui s'est passé devait se produire — est en soi immensément précieux ».
Une autre philosophe, Helen De Cruz, écrit que le livre offre « un exercice précieux de généalogie philosophique en déterrant les origines de nos dysfonctionnements politiques et sociaux », mais accuse également le livre de négliger toute gamme d'autres méthodologies possibles.
Dans la Chicago Review, l'historien Brad Bolman et l'archéologue Hannah Moots suggèrent que ce qui rend le livre si important est « sa tentative de rendre accessible une vaste gamme de preuves anthropologiques et archéologiques récentes ; de les lire à contre-courant ; et de synthétiser ces découvertes dans une nouvelle histoire sur ce qui s'est exactement passé dans notre long passé », établissant des comparaisons avec le travail de Vere Gordon Childe. Dans une étude publié dans American Antiquity, l'archéologue Jennifer Birch qualifie le livre de « succès retentissant », tandis que l'archéologue et anthropologue Rosemary Joyce, critique pour American Anthropologist, écrit que le livre réussit à fournir « une réflexion provocatrice sur les grandes questions de l'histoire humaine » et une « démonstration convaincante de nouveaux cadres de comparaison anthropologique ».
L'archéologue Mike Pitts, critique pour British Archaeology, a décrit le livre comme « glorieux » et suggère que sa paternité conjointe par un anthropologue et un archéologue « donne au livre une profondeur et une rigueur rarement vues dans le genre ». Dans une étude pour Scientific American, John Horgan décrit le livre comme « à la fois une enquête scientifique dense de 692 pages sur les origines de la civilisation et une vision exaltante de la possibilité humaine ».
Pour l'historien Walter Scheidel, l'ouvrage « possède des atouts considérables, qu'il s'agisse de l'accent qu'il place sur les processus de développement survenus avant l'apparition des civilisations de l'écrit, de sa portée mondiale ou de son scepticisme quant au lien entre le pouvoir d'État et la civilisation. Mais il souffre également de graves lacunes : l'adhésion des auteurs à une vision excessivement idéaliste de la dynamique historique, leur utilisation de stratégies rhétoriques qui induisent leur public en erreur et leur incapacité à rendre compte des grandes trajectoires du développement humain qui en résulte ».
En France, l'historien Thibaud Lanfranchi écrit : « à la fois réaction à une sur-spécialisation des sciences humaines et sociales en général, et réponse à un désir du public, les grandes fresques de l'histoire humaine se sont multipliées ces dernières décennies. La parution en 2021 du livre Au commencement, était… de David Graeber et David Wengrow est venue s'ajouter à ces productions en prétendant déconstruire les grands récits existants et proposer une approche radicalement neuve des origines de nos sociétés ».

#### Autres œuvres sur l'histoire de l'humanité
- Homo sapiens. Une nouvelle histoire de l'Homme, film documentaire
- Sapiens : Une brève histoire de l'humanité (2011), de Yuval Noah Harari